# Nyerereit
Nyerereit ist ein sehr selten vorkommendes Mineral aus der Mineralklasse der „Carbonate und Nitrate“ (ehemals Carbonate, Nitrate und Borate). Es kristallisiert im orthorhombischen Kristallsystem mit der idealisierten chemischen Zusammensetzung Na2Ca(CO3)2, ist also chemisch gesehen ein Natrium-Calcium-Carbonat.
Nyerereit ist ein gesteinsbildendes Mineral und findet sich in Form von maximal 1 mm großen Kristallen (Porphyroklasten) bzw. Phänokristen in einem Natrokarbonatit. Die Kristalle sind flachtafelig nach (001) und von stumpf-rechteckigem Querschnitt, wobei die kleinsten Kristalle auch „schwalbenschwanzförmige“ Terminationen aufweisen können.
Die Typlokalität des Nyerereits ist der weltweit einzige aktive Karbonatit-Vulkan Ol Doinyo Lengai (Koordinaten des Vulkans Ol Doinyo Lengai) im Distrikt Ngorongoro in der Region Arusha im nördlichen Tansania.

## Etymologie und Geschichte

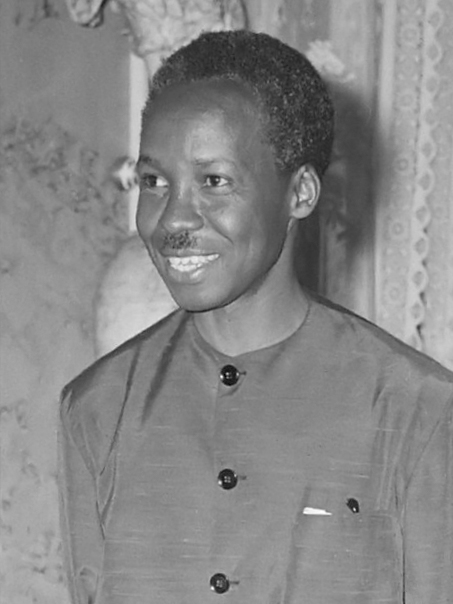
Julius Kambarage Nyerere – Namenspatron für den Nyerereit

Nyerereit wurde von dem britischen Geologen John Barry Dawson in den Karbonatit-Laven (Lengait) entdeckt, die zwischen März 1960 und September 1965 aus dem Vulkan Oldoinyo Lengai, Tansania, eruptierten. Eine erste Kurzbeschreibung erfolgte im englischen Wissenschaftsmagazin Nature, eine weitere Arbeit dazu erschien im Bulletin of Volcanology. Als neues Mineral wurde es von Duncan McKie vom „Department of Mineralogy and Petrology“ der University of Cambridge im Vereinigten Königreich und von Charles Milton (damals United States Geological Survey, Washington, D.C.) erkannt, die beide unabhängig voneinander an von John Barry Dawson zur Verfügung gestelltem Material arbeiteten. Auf der Grundlage der vorläufigen mineralogischen und kristallographischen Daten von Charles Milton und Blanche Ingram (beide U.S. Geological Survey) wurde das Mineral der Commission on New Minerals der International Mineralogical Association (IMA) vorgelegt, die es 1963 unter der vorläufigen Bezeichnung IMA 1963-014 als neues Mineral anerkannte. Auch der Mineralname Nyerereit wurde von der IMA genehmigt. Außer einer Kurzfassung (Abstract) im Programm zum Annual Meeting 1968 der Geological Society of America durch Charles Milton war aber eine eigentliche wissenschaftliche Erstbeschreibung dieses Minerals bis 1977 nicht erfolgt.
Aus diesem Grund veröffentlichten Duncan McKie und E. J. Frankis in einem umfangreichen Aufsatz im deutschen Wissenschaftsmagazin „Zeitschrift für Kristallographie“ substantielle Korrekturen und Ergänzungen zu der von Milton & Ingram vorgelegten vorläufigen Beschreibung. Dieser Aufsatz ist der erste veröffentlichte Bericht über die Mineralogie und Kristallographie des Nyerereit.
Charles Milton und Blanche Ingram benannten das Mineral nach dem tansanischen Politiker Julius Kambarage Nyerere (1922–1999), der zur Zeit der Entdeckung des Minerals Staatspräsident und Regierungschef der „Republik Tanganjika“ (und später der Vereinigten Republik Tansania) war.
Das Typmaterial für Nyerereit wird unter den Katalognummern 113544 (Donation Charles Milton, United States Geological Survey, 1967) und 162608 (Donation Mary Emma Mrose, 1985) in der Sammlung des zur Smithsonian Institution gehörenden National Museum of Natural History in Washington, D.C., USA, aufbewahrt.
Wahrscheinlich identisch mit Nyerereit ist ein im Jahre 1971 – ohne Anerkennung durch die IMA – beschriebenes Mineral, das aus dem Alkaligesteins-Ultrabasit-Massiv „Vuoriyärvi“ (russisch массив Вуориярви), Nord-Karelien, Oblast Murmansk, Halbinsel Kola, Russland, stammte und für das der Name „Natrofairchildit“ als Na-dominantes Analogon des K-dominierten Fairchildits gewählt wurde. Obwohl in dieser Arbeit deutlich mehr physikalische Eigenschaften beschrieben wurden als im Aufsatz von Duncan McKie und E. J. Frankis, ist der Name Natrofairchildit aus Gründen der Priorität von Nyerereit verworfen worden.

## Klassifikation
In der 8. Auflage der Mineralsystematik nach Strunz gehörte der Nyerereit zur gemeinsamen Mineralklasse der „Carbonate, Nitrate und Borate“ und dort zur Abteilung der „Carbonate“, wo er zusammen mit Burbankit, Bütschliit, Carbocernait, Eitelit, Fairchildit, Sahamalith und Shortit die „Eitelit-Sahamalith-Gruppe“ mit der System-Nr. Vb/A.05 innerhalb der Unterabteilung „Wasserfreie Carbonate ohne fremde Anionen“ bildete.
Im zuletzt 2018 überarbeiteten und aktualisierten Lapis-Mineralienverzeichnis, das sich aus Rücksicht auf private Sammler und institutionelle Sammlungen noch nach dieser veralteten Systematik von Karl Hugo Strunz richtet, erhielt das Mineral die System- und Mineral-Nr.  V/B.05-020. In der „Lapis-Systematik“ entspricht dies der Abteilung „Wasserfreie Carbonate [CO3]2−, ohne fremde Anionen“, wo Nyerereit zusammen mit Juangodoyit, Eitelit, Gregoryit, Fairchildit, Zemkorit, Bütschliit und Shortit die unbenannte Gruppe V/B.05 bildet.
Die seit 2001 gültige und von der International Mineralogical Association (IMA) bis 2009 aktualisierte 9. Auflage der Strunz’schen Mineralsystematik ordnet den Nyerereit in die um die Borate reduzierte Klasse der „Carbonate und Nitrate“ und dort in die Abteilung der „Carbonate ohne zusätzliche Anionen; ohne H2O“ ein. Diese ist weiter unterteilt nach der Gruppenzugehörigkeit der beteiligten Kationen, so dass das Mineral entsprechend seiner Zusammensetzung in der Unterabteilung „Alkali- und Erdalkali-Carbonate“ zu finden ist, wo es zusammen mit Zemkorit die unbenannte Gruppe mit der System-Nr. 5.AC.10 bildet.
Auch die vorwiegend im englischen Sprachraum gebräuchliche Systematik der Minerale nach Dana ordnet den Nyerereit wie die veraltete Strunz’sche Systematik in die gemeinsame Klasse der „Carbonate, Nitrate und Borate“ und dort in die Abteilung der „Carbonate“ ein. Hier ist er als einziges Mitglied in der unbenannten Gruppe 14.03.04 innerhalb der Unterabteilung „Wasserfreie Carbonate mit zusammengesetzter Formel A2+B2+(CO3)2“ zu finden.

## Chemismus
Eine nasschemische Analyse von Blanche Ingram an klaren, homogenen Nyerereit-Körnern ergab 22,2 % CaO; 2,0 % SrO; 0,6 % BaO; 26,2 % Na2O; 7,9 % K2O; 39,0 % CO2; 2,1 % SO3; 0,23 % F; 0,42 % Cl; 0,8 % H2O; (−O = (F,Cl)2 entspricht 0,2 %, die Summe ist 101,2 %). Auf der Basis von drei Sauerstoff-Atomen errechnet sich daraus die empirische Formel (Na2,03K0,48)[(C1,12S0,06)(Cl0,01F0,01)O3,38(OH)0,2]·(Ca0,94Sr0,08Ba0,01)CO3 bzw. idealisiert CaCO3·1,2 Na2CO3. Durchschnittsgehalte von 14 Mikrosondenanalyse von Nyerereit-Phänokristallen aus Laven der Eruption vom 9. Oktober 1992 ergab 26,11 % CaO; 2,27 % SrO; 0,28 % BaO; 23,56 % Na2O; 6,96 % K2O; 39,18 % CO2 (aus der Stöchiometrie berechnet); 1,07 % SO3; 0,13 % Cl; (−O = (F,Cl)2 entspricht 0,03 %, Summe 100,00 %). Die ideale Zusammensetzung Na2Ca(CO3)2 erfordert 30,08 % Na2O; 27,21 % CaO und 42,71 % CO2.
Analysen an „Natrofairchildit“ aus den Alkaligesteins-Ultrabasit-Massiv „Vuoriyärvi“ ergaben 25,61 CaO %; 0,85 % SrO; 0,44 % BaO; 29,46 % Na2O; 1,35 % K2O und 41,93 % CO2 (Summe 99,64 %), was der empirischen Formel (Na,K)2,60Ca0,93(CO3)2 entspricht.
Die offizielle Formel der IMA für den Nyerereit wird mit Na2Ca(CO3)2 angegeben. Die Formel nach Strunz, Na2Ca[CO3]2, folgt der IMA-konformen Formel, jedoch ist hier wie üblich der Anionenverband in einer eckigen Klammer zusammengefasst.
Die alleinige Elementkombination Na–Ca–C–O weisen unter den derzeit bekannten Mineralen (Stand 2019) neben Nyerereit nur Shortit, Na2Ca2(CO3)3, und Zemkorit, Na2Ca(CO3)2, sowie die drei unbenannten Phasen Unnamed (Na-Ca Carbonate I), Na4Ca(CO3)3, Unnamed (Na-Ca Carbonate II), Na2Ca3(CO3)4, und Unnamed (Na-Ca Carbonate III), Na2Ca4(CO3)5, auf.
Die chemische Verbindung Na2Ca(CO3)2 ist dimorph und könnte, da die Natur des „Natrofairchildit“ aus dem Alkaligesteins-Ultrabasit-Massiv „Vuoriyärvi“ noch immer nicht vollständig geklärt ist, sogar trimorph sein. Nyerereit ist der orthorhombische Dimorph zum hexagonalen Zemkorit. Die Hochtemperaturmodifikation (> 340 °C) des Nyerereits, β-Nyerereit, ist wie der Zemkorit hexagonal.

## Kristallstruktur
Nyerereit kristallisiert im orthorhombischen Kristallsystem in der Raumgruppe Cmc21 (Raumgruppen-Nr. 36) mit den Gitterparametern a = 5,044 Å; b = 8,809 Å und c = 12,743 Å sowie vier Formeleinheiten pro Elementarzelle.
Die Hochtemperaturstruktur (β-Nyerereit) kristallisiert im hexagonalen Kristallsystem in der Raumgruppe P63mc (Raumgruppen-Nr. 186) mit den Gitterkonstanten a = 5,05 Å und c = 12,85 Å sowie zwei Formeleinheiten pro Elementarzelle.
Die Kristallstruktur des β-Nyerereits besteht aus Na[6+3]-Polyedern, NaO6-Oktaedern und CaO6-Sechsecken, die durch CO3-Gruppen miteinander verbunden sind. Die CO3-Gruppen sind parallel (0001) angeordnet. Die Kristallstruktur des Nyerereits ist verwandt.

## Eigenschaften

### Morphologie
In den Lengait-Laven an der Typlokalität bildet Nyerereit bis zu 1 mm große Kristalle, die in Begleitung von verrundeten oder ovalen Gregoryit-Phänokristallen bis zu mehreren Millimetern Durchmesser in einer Grundmasse aus hauptsächlich Fluorit und Sylvin „schwimmen“. Die Nyerereit-Kristalle sind flachtafelig nach (001) mit gut entwickelten Flächen des Basispinakoids {001} – weisen aber keine eigentlichen Flächen in der [001]-Zone auf. Sie besitzen einen stumpf-rechteckigem Querschnitt, wobei die kleinsten Kristalle auch „schwalbenschwanzförmige“ Terminationen aufweisen können. Die kleinste Abmessung liegt typischerweise in der Richtung von [001]. Schnitte parallel oder subparallel zu [001] haben somit eine geringe Länge und zeigen bei Standarddicke des Dünnschliffs Interferenzfarben, die bis zu Blau zweiter Ordnung reichen; solche Abschnitte liefern keine Hinweise auf Verzwillingung. Schnitte mehr oder weniger parallel zu (001) zeigen jedoch Grautöne erster Ordnung und charakteristisch schraffierte Zwillinge, so dass die Zwillingsindividuen bei 60° zueinander auslöschen. Nyerereit bildet ausnahmslos polysynthetische Zwillinge parallel [001]. Nyerereit findet sich auch in Form von Einschlüssen im Gregoryit, was als Entmischung eines festen Mischkristalls interpretiert wird.
Natriumkarbonatit-Laven, die vom 23. bis 30. Juli 2000 am Ol Doinyo Lengai aus den Hornitos T37B und T49B eruptierten, enthalten ungewöhnlich Sylvin- und Fluorit-Mikrokristalle sowie Fluorit-Nyerereit-Verwachsungen. Letztere sind relativ grobkörnig und weisen körnige Texturen auf, die auf langsame Kristallisationsraten im Vergleich zu denen ihrer subaerischen Wirtslaven hinweisen. Es wird angenommen, dass die Fluorit-Mikrokristalle durch die Fragmentierung der Fluorit-Nyerereit-Klasten entstehen.
„Natrofairchildit“ aus den Alkaligesteins-Ultrabasit-Massiv „Vuoriyärvi“ wurde dort nur in Teufen von ≥ 70 m in Burbankit-Calcit-Gängen gefunden. Er bildet plattige Einzelkristalle bis zu 2 mm Größe, die keine Flächen aufweisen, aber polysynthetische Zwillingsbildung parallel zur Spaltbarkeit zeigen. Daneben existieren fächerförmige Kristallaggregate. Das Mineral zersetzt sich leicht und wird durch pulverigen Calcit ersetzt.
Nyerereit (und Nahcolith) wurden auch als Mikro- und Nanoeinschlüsse in Diamanten aus dem Gebiet um Juína in Brasilien identifiziert. Sie bilden eine karbonatitische Mineralparagenese in Diamant, der möglicherweise in der unteren Erdmantel- und/oder der Übergangszone zum Oberen Erdmantel entstanden ist.

### Physikalische und chemische Eigenschaften
Die Kristalle des Nyerereits bzw. des „Natrofairchildits“ sind farblos oder weiß (Natrofairchildit). Ihre Strichfarbe ist hingegen immer weiß.
Die Oberflächen der durchsichtigen bis halbdurchsichtigen Kristalle des Natrofairchildits zeigen einen charakteristischen glasartigen Glanz. Nyerereit besitzt entsprechend diesem Glasglanz eine mittelhohe Lichtbrechung (nα = 1,5112; nβ = 1,5333; nγ = 1,5345) und eine mittelhohe Doppelbrechung (δ = 0,0233). Im durchfallenden Licht ist der zweiachsig negative Nyerereit farblos und zeigt keinen Pleochroismus. Je nach Schnittlage sind
blaue Interferenzfarben der 2. Ordnung oder graue Interferenzfarben der 1. Ordnung zu sehen.
Für Nyerereit wird in der Literatur keine Spaltbarkeit angegeben. „Natrofairchildit“ besitzt eine undeutliche Spaltbarkeit nach dem Basispinakoid {001}.
Angaben zu Bruch und Tenazität für das Mineral fehlen. Nyerereit weist eine Mohshärte von ≈ 2,5 auf und gehört damit zu den weichen Mineralen, die sich wie das Referenzmineral Gips (Härte 2) bei entsprechender Kristallgröße gerade noch mit einem Fingernagel ritzen lassen würden.
Die gemessene Dichte für Nyerereit beträgt 2,541 g/cm³, die berechnete Dichte beträgt 2,42 g/cm³.
„Natrofairchildit“ zeigt UV-Licht eine orangefarbene Lumineszenz. Nyerereit weist eine hell orangefarbene Kathodolumineszenz auf.
Nyerereit ist an der Luft stabil, aber leicht löslich in warmem Wasser.

## Bildung und Fundorte

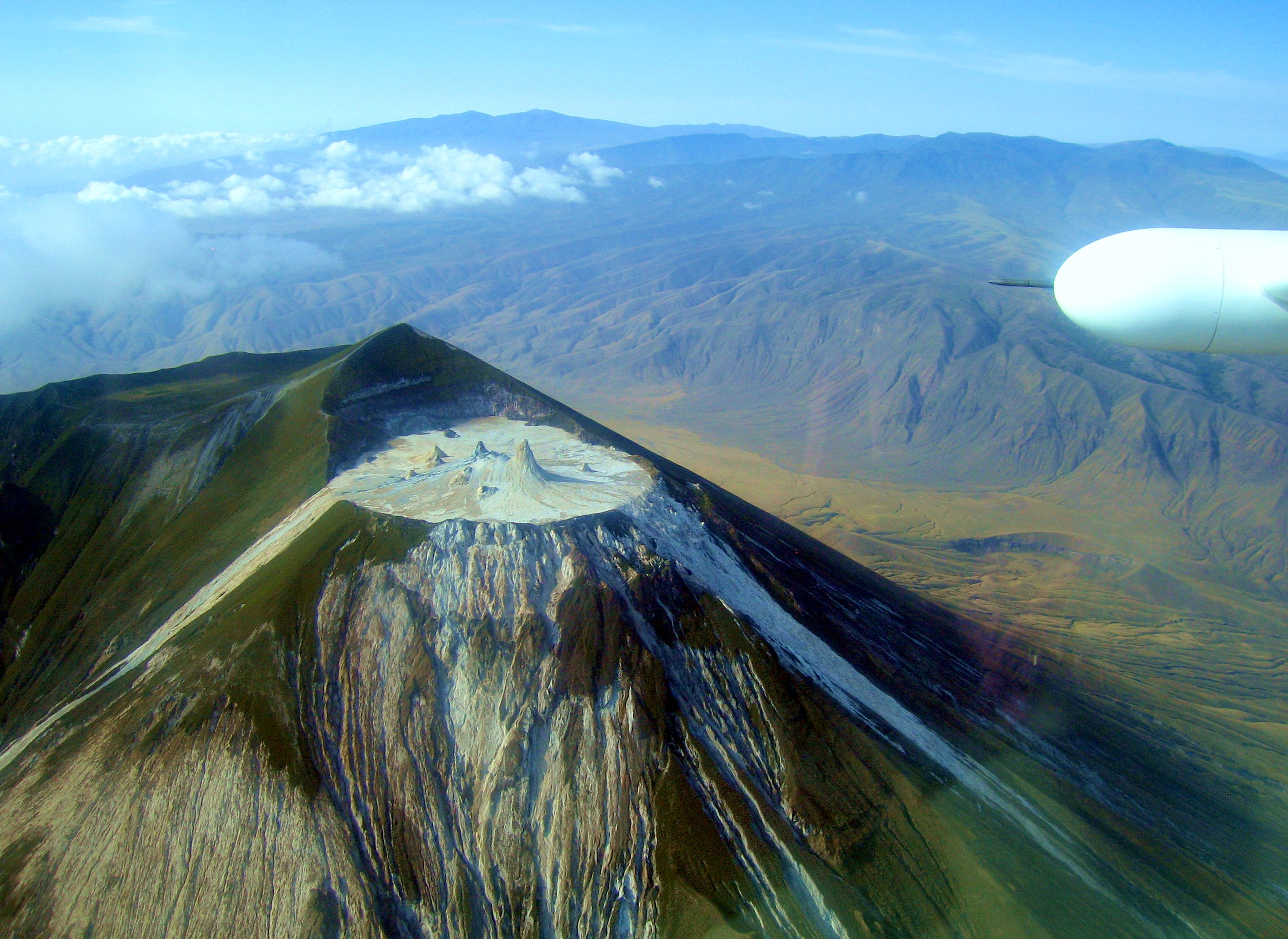
Ol Doinyo Lengai – Typlokalität für den Nyerereit. Einzelne Hornitos sind gut zu erkennen. Das Foto entstand am 12. Februar 2006.

Nyerereit findet sich an seiner Typlokalität als gesteinsbildendes Mineral in einem Natrokarbonatit. Begleitminerale des Nyerereits sind Gregoryit, eisenhaltiger Alabandin, Halit, Sylvin, Fluorit, Calcit, Witherit, Sellait, kaliumhaltiger Neighborit und Khanneshit.
Obwohl die Mehrzahl der Nyerereit-Phänokristalle homogen ist, enthalten sie gelegentlich kleine Einschlüsse von Gregoryit, Fluorapatit, Monticellit und Sphalerit in Größen von bis zu 50 μm. In seltenen Fällen werden Nyerereit-Mikrokristalle in der Grundmasse des Natrocarbonatit von bariumhaltigem Nyerereit überzogen.
Als selten vorkommende Mineralbildung ist Nyerereit nur von wenigen Lokalitäten bzw. in geringer Stufenzahl bekannt. Das Mineral wurde bisher (Stand 2019) neben seiner Typlokalität von rund 20 Fundpunkten beschrieben. Die Typlokalität des Nyerereits ist der Ol Doinyo Lengai im Distrikt Ngorongoro in der Region Arusha im nördlichen Tansania.
Der Ol Doinyo Lengai ist der weltweit einzige aktive Karbonatit-Vulkan, der neben Natrokarbonatit aus Jacupirangit, Nephelinsyenit und anderen Gesteinen besteht. Es handelt sich um extrem alkalireiche Laven mit bis zu 30 % Na2O. Gregoryit und Sylvin in geringerem Maße auch Nyerereit sind wasserlöslich und verantwortlich für die sofortige Zersetzung und chemische Alteration des Natrokarbonatits unter atmosphärischen Bedingungen.
Nyerereit wurde in Tansania auch am ebenfalls in der Region Arusha liegenden Vulkan Kerimasi, Distrikt Monduli, gefunden.
Weitere Fundorte für Nyerereit sind:
- der kretazische, auf Magnetit abgebauten Calcit-Karbonatit „Bailundo“ bei Bailundo, Provinz Huambo, Angola
- der kretazische Dolomit-Karbonatit des „Mount Chibilundo“ bei Longonjo, Provinz Huambo, Angola
- der in präkambrischem, aus Graniten und Gneisen bestehenden Grundgebirge sitzende unterkretazische „Mount Bonga“ (Bonga-Karbonatit) bei Lubango, Provinz Huíla, Angola
- Mikro-Einschlüsse in Diamanten auf der Farm „Chicória“ am Fluss Sorriso bei Juína, Kimberlit-Feld Juína, Mato Grosso, Brasilien
- in dem von der Rio Tinto Group betriebenen, zur „Ekati Mine“ gehörenden Diamanten-Tagebau des „Koala Pit“, Lac de Gras, Nordwest-Territorien, Kanada
- im „Oka-Komplex“ bei Oka, Regionale Grafschaftsgemeinde Deux-Montagnes, Laurentides, Québec, Kanada
- Gemenge mit Anhydrit auf brennenden Kohlehalden des Kohlebergwerks Kladno (Důl Kladno v Libušíně) im Kladno-Distrikt, Libušin bei Kladno, Středočeský kraj (Mittelböhmische Region), Tschechien
- im Schlackenvorkommen der Blei- und Silberhütte Braubach im Revier Bad Ems bei Lahntal, Rhein-Lahn-Kreis, Rheinland-Pfalz, Deutschland
- die seit 1963 stillliegenden „Grube Rosenberg“ bei Braubach unweit Bad Ems bei Lahntal, Rhein-Lahn-Kreis, Rheinland-Pfalz, Deutschland
- im „Vallone Toppo di Lupo“ bei Melfi am Monte Vulture sowie auch am Monte Vulture selbst, Provincia di Potenza, Region Basilicata, Italien
- der im Kavirondo-Rift liegende Vulkan „Tinderet“ volcano, Nandi County, Kenia
- das Karbonatit-Massiv von Chuktukon (Chuktukonskoe), Region Krasnojarsk, Russland
- das „Gulinskii-Massiv“ (Guli) im Becken der Flüsse Maimetscha und Kotui, Region Krasnojarsk, Russland
- das „Kugda-Massiv“, im Becken der Flüsse Maimetscha und Kotui, Region Krasnojarsk, Russland
- ein Phoscorit-Karbonatit im Massiv von Kowdor in der Oblast Murmansk, Föderationskreis Nordwestrussland, Russland
- der Afrikanda-Komplex bei Poljarnyje Sori in der Oblast Murmansk, Russland
- das Alkaligesteins-Ultrabasit-Massiv „Vuoriyärvi“ (russisch массив Вуориярви), Nord-Karelien, Oblast Murmansk, Halbinsel Kola, Russland
- der Kimberlitschlot Udatschnaja (russisch Трубка Удачная) (auch Udachnaya-Vostochnaya Pipe; Udachnaya Pipe) bei Udatschny auf dem Wiljuiplateau am Fluss Daldyn, Rajon Mirny (Sacha), Republik Sacha (Jakutien), Russland
- die im Bultfontein-Kimberlit bauende „Bultfontein Mine“ bei Kimberley, Distrikt Francis Baard, Provinz Nordkap, Südafrika

Fundorte in Österreich und der Schweiz sind nicht bekannt.

## Verwendung
Sieht man vom Interesse der mineralsammelnden Gemeinde an diesem Mineral ab, ist Nyerereit wirtschaftlich völlig bedeutungslos.